# Sengo
Sengo is de naam van Tibetaanse nomaden in de regio Chang Thang op het Tibetaans Hoogland.

## Dagelijks leven
Het dagelijks leven volgt bij de Sengo eenzelfde patroon als bij hun voorouders, met een eenvoudige vrijheid en neerbuigendheid. De tradities worden in ere gehouden en zijn een leidraad in hun leven. Ze leven niet in opdracht van een ander en onderhouden de contacten vooral binnen de eigen groep. Ze zijn vrij van bemoeienis van of keuze voor de Chinese regering noch de Tibetaanse regering in ballingschap. Ondanks een schijnbare afstand, zijn ze open, vrolijk, ontspannen en aangenaam in de omgang.

## Relatie man-vrouw
De vrouwen doen niet onder aan de mannen, noch omgekeerd en de rechten zijn gelijk verdeeld. De partnerkeuze wordt gedaan naar eigen voorkeur, meestal monogaam, maar er bestaat soms ook polyandrie. De kenmerken van affectie zijn niet gelijk aan de voorstelling ervan in Europa. Het is bijvoorbeeld normaal dat een vrouw flirt met een andere man wanneer ze al getrouwd is.

### Partnerkeus
In het algemeen houden Sengo zich aan exogamie, ofwel dat er niet getrouwd wordt met iemand uit dezelfde groep. De stammen zijn onderling rivalen van elkaar, omdat ze elk territorium als heilig zien en de indringing door een vreemde zien ze als een drama.
De enige manier om een vrouw te vinden is daarom om haar te ontvoeren, waarbij overigens geen geweld gebruikt wordt. Deze ontvoering vindt plaats op jaarmarkten die door de verschillende rivaliserende stammen worden bezocht. Voor deze gelegenheid leven de stammen gedurende een week samen en beschouwen ze elkaar niet als vijanden. Er worden competities georganiseerd en de meisjes die willen trouwen doen mee aan een ruiterachtervolging, waarbij de meisjes eveneens op een paard zitten. Elke man vangt een willekeurige vrouw met een lasso; soms ook is de keuze van tevoren gearrangeerd.
Wanneer de jaarmarkt is geëindigd, leeft het koppel gedurende een jaar samen. Vervolgens gaan ze na weer uit elkaar of wordt er een bruidsschat betaald en vindt het huwelijk plaats op de volgende jaarmarkt.
Het systeem schijnt te functioneren, gezien er weinig scheidingen zijn in onder de Sengo. Wanneer de man weg wil, moet hij zijn vrouw de bruidsschat teruggeven en een paard; wanneer de vrouw vertrekt, geeft zij hem een jak. Wanneer er kinderen zijn, blijven de jongens bij de vader en de dochters bij de moeder.

### De rolverdeling van man en vrouw
De mannen jagen met jachttechnieken van tienduizenden jaren oud. Een nieuwer wapen is een geweer met lont, dat echter wel nog steeds uit de 15e à 16e eeuw stamt. Om te schieten gaan ze plat op de buik liggen, waarbij de loop op een steun leunt en wordt gericht op bijvoorbeeld een antilope.
De vrouwen melken geiten en dri's (vrouwelijke jaks), weven tentdoeken van jakwol (vooral voor de ba, koken, zorgen voor de kinderen, enz. De vrouwen hechten grote waarde aan hun uiterlijk en dragen een groot aantal sieraden. In de loop van de jaren verandert de functie van de kleding. De echtgenoten schenken hun vrouwen waardevolle stenen.

## Religie
Anders dan andere Tibetanen zijn de Sengo zijn geen aanhangers van het boeddhisme, maar geloven in Godinnen van Geluk en van Vruchtbaarheid die regeren door de geest van de vier elementen die vaak offers worden gebracht.
In hun beschouwing is de mens niet gemaakt voor het comfort, zoals de geit niet is gemaakt voor het leven op de laagvlakte.

## Medische zorg
De geneeskunde van de nomaden van Chang Thang is gebaseerd op drie gesteldheden van het lichaam die tegen elke prijs gehandhaafd of hersteld moeten worden: actief, passief en neutraal.
Er is af en toe bezoek van kruidendokters uit Ladakh die werken met geneeskrachtige stenen en zeldzame planten uit hun regio. Van de stenen wordt poeder gemaakt die soms voor de huid wordt gebruikt om barsten tegen te gaan.

## Levensvisie
Geluk is volgens de Sengo iets dat is aangeboren. Het is een deel van de schoonheid van de wereld.
Volgens de Sengo is het voor een deel te danken aan hun geloof dat ze leven zonder angst en stress, niet geen onzekerheden en pijn kennen, zoals de Europeanen die voelen. De jongeren maken zich geen zorgen over de toekomst, omdat hun weg is voorbestemd.
Sengo zijn vrij van elk verlangen naar competitie, omdat ze weten dat de hele stam met elkaar overweg moet kunnen en hard en eerlijk moet werken om sterk te zijn.

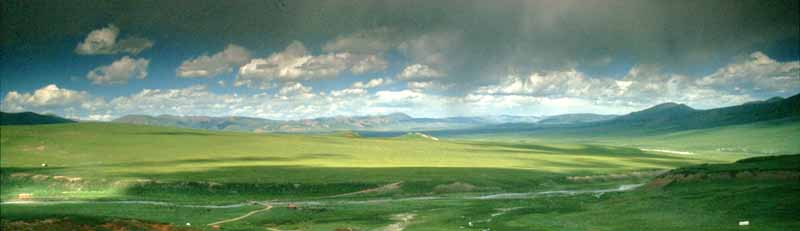
De regio Chang Thang op het Tibetaans Hoogland